# سورة الأحقاف
سورة الأحقاف سورة مكية، ما عدا الآية 10، فيرى أكثر المفسرين أنها مدنية، ويُلحِق بها بعضهم الآية 15 و35، والأحقاف هي مساكن قوم عاد الذين أهلكهم الله بالريح بعد تكذيبهم لنبيهم هود، السورة من المثاني، آياتها 35، وترتيبها في المصحف 46، في الجزء السادس والعشرين، بدأت بحروف مقطعة، وهي في ترتيب المصحف آخر سورة من سور «الحواميم» التي تبدأ ﴿حم ۝١﴾ [الأحقاف:1]، نزلت بعد سورة الجاثية. وهي أول سورة في السُدس الأخير من القرآن، وهي أطول سورة فيه (حسب عدد الأحرف).

## الاسم
ذُكرت كلمة الأحقاف في الآية 21 ﴿واذكر أخا عادٍ إذ أنذرَ قومَه بالأحقاف﴾ [الأحقاف:21]، حيث كانت هناك مساكن قوم هود.

## محور مواضيع السورة
سورة الأحقاف هي آخر الحواميم السبع، والراجح أن الأحقاف أُنزلت في زمن مقارب لسورة، قبل الهجرة بعامين،
يدور محور السورة حول العقيدة في أصولها الكبرى «الوحدانية، الرسالة، البعث والجزاء» والرسالة والرسول لإثبات صحة رسالة محمد وصدق القرآن، وحقوق الوالدين التي كثيرا ما تُعدّ أهم الحقوق بعد حق الله، ذُكر في السورة قصة قوم هود الذين كانوا أشد قوة من قريش، كذبوا برسولهم فجاءهم العذاب، وفي ذلك إنذار لأهل مكة لكيلا يكون مصيرهم مثل مصير قوم هود، وفي السورة إحالة إلى ما ذُكر سابقاً في سورة الجن، إذ حضر الجنُّ لاستماع القرآن حين كان يتلوه النبي محمد في صلاته في وادي نخلة.

## سبب نزول السورة
1. قال الثعلبي عن أبي صالح عن ابن عباس: لمَّا اشتد البلاء بأصحاب رسول الله رأى في المنام أنه يهاجر إلى أرض ذات نخل وشجر وماء فَقَصَّها على أصحابه فاستبشروا بذلك ورأوا فيها فرجا مما هم فيه من أذى المشركين ثم أنهم مكثوا برهة لا يرون ذلك فقالوا يا رسول الله: متى نهاجر إلى الأرض التي رأيت فسكت رسول الله فأنزل الله تعالى ﴿وَمَا أدْرِي مَا يُفْعَلُ بِي ولاَ بِكُمْ﴾ [الأحقاف:9] يعني لا أدري أخرج إلى الموضع الذي رأيته في منامي أو لا ثم قال: إنَّما هو شيء رأيته في منامي ما ﴿أتبع إلا ما يوحى إليَّ﴾ [الأحقاف:9].
2. أخرج الترمذي عن عبد الله بن سلام قال:نزلت فيَّ آيات من كتاب الله ﴿وَشَهِدَ شَاهِدٌ مِن بَني اسْرَائِيل عَلى مِثْلِهِ فَآمَنَ وَاسْتَكْبَرْتُم إنَّ اللَّهَ لا يَهْدِي القَوْمَ الظَّالِمِين﴾ [الأحقاف:10] وَنَزَلَ فِيَّ ﴿قُلْ كََفى بِاللَّهِ شَهِيدًا بَيني وَبَيْنَكُم وَمَن عِنْدَهُ عِلْمُ الكِتَابِ﴾ [الرعد:43].
3. عن عون بن أبي شداد قال: كانت لعمر بن الخطاب أمة أسلمت قبله يقال لها زنيرة فكان عمر يضربها على إسلامها وكان كفار قريش يقولون: لو كان خيرا ما سبقتنا إليه زنيرة ؛ فأنزل الله في شأنها ﴿وَقَالَ الَّذِينَ كَفَرُوا لِلَّذِينَ آمَنُوا لَو كَانَ خَيرًا مَا سَبَقُونَا إِلَيهِ﴾ [الأحقاف:11].

## فضل السورة
1. عن ابن مسعود قال: أقرأني رسول الله سورة ال ( حم ) وهي الأحقاف قال: وكانت السورة إذا كانت أكثر من ثلاثين آية سميت ثلاثين.
2. عن ابن مسعود قال: أقرأني رسول الله سورة الأحقاف وأقرأها آخر فخالف قراءته فقلت من أقراكما قال رسول الله فقلت والله لقد اقرأني رسول الله غير ذا فآتينا رسول الله فقلت: يا رسول الله ألم تقرئني كذا وكذا؟ قال: بلى فقال الآخر: ألم تقرئني كذا وكذا ؟قال: بلى فتمعر وجه النبي فقال: ليقر كل واحد منكما ما سمع فإنما هلك من كان قبلكم بالاختلاف.

## وصلات خارجية
- سورة الأحقاف 46/114 نسخة محفوظة 31 يناير 2019 على موقع واي باك مشين. - موقع www.e-quran.com
- سورة الأحقاف بقراءة ماهر المعيقلي